# Квінтана (Техас)
Квінтана (англ. Quintana) — місто (англ. town) в США, в окрузі Бразорія штату Техас. Населення — 26 осіб (2020).

## Географія
Квінтана розташована за координатами 28°56′2″ пн. ш. 95°18′26″ зх. д. / 28.93389° пн. ш. 95.30722° зх. д. (28.933930, -95.307095).  За даними Бюро перепису населення США в 2010 році місто мало площу 5,18 км², з яких 1,66 км² — суходіл та 3,51 км² — водойми. В 2017 році площа становила 6,19 км², з яких 1,79 км² — суходіл та 4,39 км² — водойми.

## Демографія
Згідно з переписом 2010 року, у місті мешкало 56 осіб у 27 домогосподарствах у складі 16 родин. Густота населення становила 11 осіб/км².  Було 39 помешкань (8/км²).
Расовий склад населення:
| - 80,4 % — білих - 1,8 % — чорних або афроамериканців - 1,8 % — азіатів - 7,1 % — осіб інших рас |

До двох чи більше рас належало 8,9 %. Частка іспаномовних становила 26,8 % від усіх жителів.
За віковим діапазоном населення розподілялося таким чином: 12,5 % — особи молодші 18 років, 76,8 % — особи у віці 18—64 років, 10,7 % — особи у віці 65 років та старші. Медіана віку мешканця становила 49,5 року. На 100 осіб жіночої статі у місті припадало 115,4 чоловіків;  на 100 жінок у віці від 18 років та старших — 104,2 чоловіків також старших 18 років.
За межею бідності перебувало 52,3 % осіб, у тому числі 83,3 % дітей у віці до 18 років та 0,0 % осіб у віці 65 років та старших.
Цивільне працевлаштоване населення становило 11 осіб. Основні галузі зайнятості: науковці, спеціалісти, менеджери — 45,5 %, будівництво — 27,3 %, освіта, охорона здоров'я та соціальна допомога — 18,2 %.